# Delosperma acocksii
Delosperma acocksii är en isörtsväxtart som beskrevs av L. Bol.. Delosperma acocksii ingår i släktet Delosperma, och familjen isörtsväxter. Inga underarter finns listade i Catalogue of Life.